# اچ‌ام‌ای‌اس گرانیوم

{{Infobox ship characteristics
اچ‌ام‌ای‌اس گرانیوم (به انگلیسی: HMAS Geranium) یک کشتی بود که طول آن ۲۵۵ فوت ۳ اینچ (۷۷٫۸۰ متر) Length between perpendiculars بود. این کشتی در سال۱۹۱۵ (میلادی)|۱۹۱۵]] ساخته شد.